# Chorwacja na Mistrzostwach Świata w Lekkoatletyce 2019
Chorwacja na Mistrzostwach Świata w Lekkoatletyce 2019 – reprezentacja Chorwacji podczas mistrzostw świata w Doha liczyła 9 zawodników.

## Medaliści
| Medal | Zawodnik        | Konkurencja  | Rezultat | Data           |
| ----- | --------------- | ------------ | -------- | -------------- |
| brąz  | Sandra Perković | rzut dyskiem | 66,72    | 4 października |

## Skład reprezentacji

### Kobiety
| Zawodniczka         | Konkurencja   | Finał | Finał   | Źródło |
| Zawodniczka         | Konkurencja   | Wynik | Pozycja | Źródło |
| ------------------- | ------------- | ----- | ------- | ------ |
| Bojana Bjeljac      | maraton       | DNF   | DNF     | [ 1 ]  |
| Matea Parlov Koštro | maraton       | DNF   | DNF     | [ 1 ]  |
| Nikolina Šustić     | maraton       | DNS   | DNS     | [ 1 ]  |
| Ivana Renić         | chód na 50 km | DNF   | DNF     | [ 2 ]  |

| Zawodniczka     | Konkurencja    | Kwalifikacje | Kwalifikacje | Finał | Finał   | Źródło      |
| Zawodniczka     | Konkurencja    | Wynik        | Pozycja      | Wynik | Pozycja | Źródło      |
| --------------- | -------------- | ------------ | ------------ | ----- | ------- | ----------- |
| Ana Šimić       | skok wzwyż     | 1,92         | 12. q        | 1,93  | 7.      | [ 3 ] [ 4 ] |
| Marija Tolj     | rzut dyskiem   | NH           | NH           | NQ    | NQ      | [ 5 ] [ 6 ] |
| Sandra Perković | rzut dyskiem   | 65,20        | 3. Q         | 66,72 | 3.      | [ 5 ] [ 6 ] |
| Sara Kolak      | rzut oszczepem | 60,99        | 11. q        | 62,28 | 7.      | [ 7 ] [ 8 ] |

### Mężczyźni
| Zawodnik         | Konkurencja    | Kwalifikacje | Kwalifikacje | Finał | Finał   | Źródło       |
| Zawodnik         | Konkurencja    | Wynik        | Pozycja      | Wynik | Pozycja | Źródło       |
| ---------------- | -------------- | ------------ | ------------ | ----- | ------- | ------------ |
| Filip Mihaljević | pchnięcie kulą | 21,00        | 9. Q         | 20,48 | 11.     | [ 9 ] [ 10 ] |